# NGC 2286
NGC 2286 ist ein offener Sternhaufen vom Trumpler-Typ IV3m im Sternbild Einhorn am Südsternhimmel. Er hat einen Durchmesser von 15 Bogenminuten und eine Scheinbare Helligkeit von 7,5 mag. Der Haufen ist rund 10.000 Lichtjahre vom Sonnensystem entfernt.
Entdeckt wurde das Objekt am 6. Januar 1785 von William Herschel.